# Challenge européen 2010-2011
Navigation
Challenge européen 2009-2010 Challenge européen 2011-2012
Le Challenge européen 2010-2011 oppose pour la saison 2010-2011 vingt équipes européennes de rugby à XV : sept françaises, six anglaises, quatre italiennes, une espagnole, une irlandaise et une roumaine. La compétition se déroule du 7 octobre 2010 au 20 mai 2011 date de la finale.
La compétition est organisée en deux phases. Une première phase de poules se déroulent en matchs aller-retour à la fin de laquelle sont issues les cinq équipes ayant terminé en tête de leur groupe. La compétition se poursuit par une phase à élimination directe à partir des quarts de finale. Les Harlequins remportent la compétition en disposant du Stade français en finale sur le score de 19 à 18.

## Présentation

### Équipes en compétition
| - SU Agen - Aviron bayonnais - CS Bourgoin Jallieu - CA Brive - Bucureşti Oaks - Cavalieri Prato - Exeter Chiefs - Connacht Rugby - Gloucester Rugby - Harlequins | - Leeds Carnegie - Montpellier HR - Newcastle Falcons - Crociati RFC - Petrarca Padoue - Rugby Rovigo - Sale Sharks - El Salvador Rugby - Stade français Paris - Atlantique stade rochelais |

### Tirage au sort
Les 20 équipes sont classées en fonction de leurs résultats lors des précédentes éditions des Coupes européennes (Heineken Cup et Challenge européen). Les cinq équipes les mieux classées sont tête de série. Par ailleurs, chaque pays ne peut avoir qu'une seule équipe par poule, à l'exception de la France et de l'Angleterre qui comptent respectivement sept et six clubs. Le tableau suivant présente la répartition des équipes selon les « niveaux » avant le tirage au sort. Leur rang au classement européen est indiqué entre parenthèses.
| Niveau 1                 | Niveau 2               | Niveau 3              | Niveau 4                        |
| ------------------------ | ---------------------- | --------------------- | ------------------------------- |
| Stade français Paris (8) | Newcastle Falcons (25) | Leeds Carnegie (38)   | Atlantique stade rochelais (40) |
| Gloucester Rugby (13)    | CA Brive (28)          | Montpellier HR (39)   | Cavalieri Prato (40)            |
| Sale Sharks (18)         | Connacht Rugby (31)    | Aviron bayonnais (40) | Exeter Chiefs (40)              |
| CS Bourgoin Jallieu (20) | SU Agen (33)           | Petrarca Padoue (40)  | Bucureşti Oaks (40)             |
| Harlequins (22)          | Crociati RFC (37)      | Rugby Rovigo (40)     | El Salvador Rugby (40)          |

### Format
Les formations s'affrontent dans une première phase de groupes en matchs « aller/retour » (six matchs pour chacune des équipes soit douze rencontres par groupe). Quatre points sont accordés pour une victoire et deux pour un nul. De plus, un point de bonus est accordé par match aux équipes qui inscrivent au moins quatre essais et un point de bonus est octroyé au club perdant un match par sept points d'écart ou moins.
Les vainqueurs de chaque poule ainsi que les équipes issues de la Coupe d'Europe de rugby à XV 2010-2011 qui sont troisième, quatrième et cinquième meilleurs deuxièmes participent aux quarts de finale. Les 4 meilleurs premiers du challenge européen sont classés de 1 à 4 et reçoivent en quart de finale. Les équipes issues de la H Cup sont elles classées de 5 à 7, tandis que le plus mauvais premier du challenge européen est classé numéro 8. Les oppositions en quarts de finale sont définies de la manière suivante : équipe 1 - équipe 8, équipe 2 - équipe 7, équipe 3 - équipe 6 et équipe 4 - équipe 5. La suite de la compétition se fait par élimination directe à chaque tour.

## Première phase
Notations et règles de classement
Dans les tableaux de classement suivants, les différentes abréviations et couleurs signifient:
|  | Qualifiés pour les quarts de finale. |

Attribution des points : victoire sur tapis vert : 5, victoire : 4, match nul : 2, défaite : 0, forfait : -2 ; plus les bonus (offensif : au moins 4 essais marqués ; défensif : défaite par 7 points d'écart ou moins).
Règles de classement :
- équipes dans la même poule : 1. points terrain ; 2. points terrain obtenus dans les matchs entre équipes concernées ; 3. nombre d'essais marqués dans les matchs entre équipes concernées ; 4. différence de points dans les matchs entre équipes concernées.
- équipes dans des poules différentes : 1. points terrain ; 2. nombre d'essais marqués ; 3. différence de points ; 5. nombre de joueurs obtenus un carton jaune et/ou suspendus ; 6. tirage à pile ou face.

### Poule 1
| \| Rang \| Équipe \| J \| V \| N \| D \| Em \| Ee \| Bo \| Bd \| Pm \| Pe \| Diff \| Pts \| \| ---- \| ---------------- \| - \| - \| - \| - \| -- \| -- \| -- \| -- \| --- \| --- \| ---- \| --- \| \| 1 \| Harlequins \| 6 \| 5 \| 0 \| 1 \| 21 \| 6 \| 3 \| 1 \| 189 \| 84 \| +105 \| 24 \| \| 2 \| Connacht \| 6 \| 3 \| 0 \| 3 \| 19 \| 8 \| 1 \| 2 \| 173 \| 99 \| +74 \| 15 \| \| 3 \| Aviron bayonnais \| 6 \| 3 \| 0 \| 3 \| 19 \| 12 \| 2 \| 1 \| 163 \| 116 \| +47 \| 15 \| \| 4 \| Cavalieri Prato \| 6 \| 1 \| 0 \| 5 \| 8 \| 41 \| 0 \| 0 \| 77 \| 303 \| -226 \| 4 \| |                  |   |   |   |   |    |    |    |    |     |     |      |     |
| Rang | Équipe           | J | V | N | D | Em | Ee | Bo | Bd | Pm  | Pe  | Diff | Pts |
| 1 | Harlequins       | 6 | 5 | 0 | 1 | 21 | 6  | 3  | 1  | 189 | 84  | +105 | 24  |
| 2 | Connacht         | 6 | 3 | 0 | 3 | 19 | 8  | 1  | 2  | 173 | 99  | +74  | 15  |
| 3 | Aviron bayonnais | 6 | 3 | 0 | 3 | 19 | 12 | 2  | 1  | 163 | 116 | +47  | 15  |
| 4 | Cavalieri Prato  | 6 | 1 | 0 | 5 | 8  | 41 | 0  | 0  | 77  | 303 | -226 | 4   |

| 9 octobre  | Stadio Lungobisenzio | Cavalieri Prato  | 23 - 21 | Connacht   |
| 10 octobre | Stade Jean-Dauger    | Aviron bayonnais | 16 - 12 | Harlequins |

| 15 octobre | Galway Sportsground | Connacht   | 16 - 13 | Aviron bayonnais |
| 16 octobre | The Stoop           | Harlequins | 55 - 17 | Cavalieri Prato  |

| 12 décembre | The Stoop         | Harlequins       | 20 - 9 | Connacht        |
| 12 décembre | Stade Jean-Dauger | Aviron bayonnais | 65 - 7 | Cavalieri Prato |

| 17 décembre | Galway Sportsground  | Connacht        | 9 - 15 | Harlequins       |
| 20 décembre | Stade Armando-Picchi | Cavalieri Prato | 7 - 31 | Aviron bayonnais |

| 15 janvier | Stade Armando-Picchi | Cavalieri Prato  | 16 - 48 | Harlequins |
| 15 janvier | Stade Jean-Dauger    | Aviron bayonnais | 21 - 35 | Connacht   |

| 22 janvier | Galway Sportsground | Connacht   | 83 - 7  | Cavalieri Prato  |
| 22 janvier | The Stoop           | Harlequins | 39 - 17 | Aviron bayonnais |

### Poule 2
| \| Rang \| Équipe \| J \| V \| N \| D \| Em \| Ee \| Bo \| Bd \| Pm \| Pe \| Diff \| Pts \| \| ---- \| --------------- \| - \| - \| - \| - \| -- \| -- \| -- \| -- \| --- \| --- \| ---- \| --- \| \| 1 \| CA Brive \| 6 \| 6 \| 0 \| 0 \| 34 \| 3 \| 3 \| 0 \| 257 \| 54 \| +203 \| 27 \| \| 2 \| Sale Sharks \| 6 \| 4 \| 0 \| 2 \| 39 \| 4 \| 4 \| 1 \| 279 \| 58 \| +221 \| 21 \| \| 3 \| Petrarca Padoue \| 6 \| 1 \| 0 \| 5 \| 10 \| 26 \| 1 \| 1 \| 88 \| 189 \| -101 \| 6 \| \| 4 \| El Salvador \| 6 \| 1 \| 0 \| 5 \| 6 \| 56 \| 0 \| 0 \| 69 \| 368 \| -299 \| 4 \| |                 |   |   |   |   |    |    |    |    |     |     |      |     |
| Rang | Équipe          | J | V | N | D | Em | Ee | Bo | Bd | Pm  | Pe  | Diff | Pts |
| 1 | CA Brive        | 6 | 6 | 0 | 0 | 34 | 3  | 3  | 0  | 257 | 54  | +203 | 27  |
| 2 | Sale Sharks     | 6 | 4 | 0 | 2 | 39 | 4  | 4  | 1  | 279 | 58  | +221 | 21  |
| 3 | Petrarca Padoue | 6 | 1 | 0 | 5 | 10 | 26 | 1  | 1  | 88  | 189 | -101 | 6   |
| 4 | El Salvador     | 6 | 1 | 0 | 5 | 6  | 56 | 0  | 0  | 69  | 368 | -299 | 4   |

| 8 octobre | Edgeley Park          | Sale Sharks | 97 - 11 | El Salvador     |
| 8 octobre | Stade Amédée-Domenech | CA Brive    | 32 - 6  | Petrarca Padoue |

| 16 octobre | Stadio Plebiscito | Petrarca Padoue | 9 - 56  | Sale Sharks |
| 16 octobre | Estadio Pepe Rojo | El Salvador     | 3 - 116 | CA Brive    |

| 11 décembre | Stadio Plebiscito     | Petrarca Padoue | 37 - 10 | El Salvador |
| 11 décembre | Stade Amédée-Domenech | CA Brive        | 18 - 9  | Sale Sharks |

| 19 décembre | Estadio Pepe Rojo      | El Salvador | 37 - 16 | Petrarca Padoue |
| 20 décembre | Netherdale, Galashiels | Sale Sharks | 13 - 15 | CA Brive        |

| 14 janvier | Stade Amédée-Domenech | CA Brive    | 52 - 3 | El Salvador     |
| 14 janvier | Edgeley Park          | Sale Sharks | 54 - 0 | Petrarca Padoue |

| 22 janvier | Stadio Plebiscito | Petrarca Padoue | 20 - 24 | CA Brive    |
| 22 janvier | Estadio Pepe Rojo | El Salvador     | 5 - 53  | Sale Sharks |

### Poule 3
| \| Rang \| Équipe \| J \| V \| N \| D \| Em \| Ee \| Bo \| Bd \| Pm \| Pe \| Diff \| Pts \| \| ---- \| ------------------- \| - \| - \| - \| - \| -- \| -- \| -- \| -- \| --- \| --- \| ---- \| --- \| \| 1 \| Montpellier HR \| 6 \| 5 \| 0 \| 1 \| 10 \| 11 \| 1 \| 0 \| 147 \| 101 \| +46 \| 21 \| \| 2 \| Exeter Chiefs \| 6 \| 3 \| 0 \| 3 \| 16 \| 10 \| 1 \| 3 \| 154 \| 113 \| +41 \| 16 \| \| 3 \| CS Bourgoin-Jallieu \| 6 \| 2 \| 0 \| 4 \| 14 \| 12 \| 2 \| 1 \| 119 \| 130 \| -11 \| 11 \| \| 4 \| Newcastle Falcons \| 6 \| 2 \| 0 \| 4 \| 7 \| 14 \| 0 \| 1 \| 66 \| 142 \| -76 \| 9 \| |                     |   |   |   |   |    |    |    |    |     |     |      |     |
| Rang | Équipe              | J | V | N | D | Em | Ee | Bo | Bd | Pm  | Pe  | Diff | Pts |
| 1 | Montpellier HR      | 6 | 5 | 0 | 1 | 10 | 11 | 1  | 0  | 147 | 101 | +46  | 21  |
| 2 | Exeter Chiefs       | 6 | 3 | 0 | 3 | 16 | 10 | 1  | 3  | 154 | 113 | +41  | 16  |
| 3 | CS Bourgoin-Jallieu | 6 | 2 | 0 | 4 | 14 | 12 | 2  | 1  | 119 | 130 | -11  | 11  |
| 4 | Newcastle Falcons   | 6 | 2 | 0 | 4 | 7  | 14 | 0  | 1  | 66  | 142 | -76  | 9   |

| 7 octobre | Kingston Park | Newcastle Falcons | 22 - 16 | CS Bourgoin-Jallieu |
| 8 octobre | Sandy Park    | Exeter Chiefs     | 13 - 20 | Montpellier HR      |

| 14 octobre | Stade Yves-du-Manoir | Montpellier HR      | 32 - 8  | Newcastle Falcons |
| 15 octobre | Stade Pierre-Rajon   | CS Bourgoin-Jallieu | 19 - 34 | Exeter Chiefs     |

| 9 décembre  | Stade Yves-du-Manoir | Montpellier HR | 39 - 14 | CS Bourgoin-Jallieu |
| 11 décembre | Sandy Park           | Exeter Chiefs  | 36 - 10 | Newcastle Falcons   |

| 18 décembre | Stade Pierre-Rajon     | CS Bourgoin-Jallieu | 36 - 18 | Montpellier HR |
| 19 décembre | Netherdale, Galashiels | Newcastle Falcons   | 26 - 24 | Exeter Chiefs  |

| 14 janvier | Kingston Park | Newcastle Falcons | 0 - 6  | Montpellier HR      |
| 15 janvier | Sandy Park    | Exeter Chiefs     | 17 - 6 | CS Bourgoin-Jallieu |

| 22 janvier | Stade Yves-du-Manoir | Montpellier HR      | 32 - 30 | Exeter Chiefs     |
| 23 janvier | Stade Pierre-Rajon   | CS Bourgoin-Jallieu | 28 - 0  | Newcastle Falcons |

### Poule 4
| \| Rang \| Équipe \| J \| V \| N \| D \| Em \| Ee \| Bo \| Bd \| Pm \| Pe \| Diff \| Pts \| \| ---- \| -------------------- \| - \| - \| - \| - \| -- \| -- \| -- \| -- \| --- \| --- \| ---- \| --- \| \| 1 \| Stade français Paris \| 6 \| 6 \| 0 \| 0 \| 29 \| 7 \| 5 \| 0 \| 216 \| 73 \| +143 \| 29 \| \| 2 \| Leeds Carnegie \| 6 \| 4 \| 0 \| 2 \| 24 \| 6 \| 3 \| 0 \| 173 \| 88 \| +85 \| 19 \| \| 3 \| Bucureşti Oaks \| 6 \| 1 \| 0 \| 5 \| 4 \| 17 \| 0 \| 1 \| 74 \| 148 \| -74 \| 5 \| \| 4 \| Crociati RFC \| 6 \| 1 \| 0 \| 5 \| 3 \| 30 \| 0 \| 1 \| 70 \| 224 \| -154 \| 5 \| |                      |   |   |   |   |    |    |    |    |     |     |      |     |
| Rang | Équipe               | J | V | N | D | Em | Ee | Bo | Bd | Pm  | Pe  | Diff | Pts |
| 1 | Stade français Paris | 6 | 6 | 0 | 0 | 29 | 7  | 5  | 0  | 216 | 73  | +143 | 29  |
| 2 | Leeds Carnegie       | 6 | 4 | 0 | 2 | 24 | 6  | 3  | 0  | 173 | 88  | +85  | 19  |
| 3 | Bucureşti Oaks       | 6 | 1 | 0 | 5 | 4  | 17 | 0  | 1  | 74  | 148 | -74  | 5   |
| 4 | Crociati RFC         | 6 | 1 | 0 | 5 | 3  | 30 | 0  | 1  | 70  | 224 | -154 | 5   |

| 7 octobre | Stade Charléty        | Stade français Paris | 57 - 6 | Crociati RFC   |
| 9 octobre | Stade Arcul de Triumf | Bucureşti Oaks       | 9 - 23 | Leeds Carnegie |

| 16 octobre | Stade Arcul de Triumf | Bucureşti Oaks | 20 - 19 | Crociati RFC         |
| 17 octobre | Headingley Stadium    | Leeds Carnegie | 13 - 22 | Stade français Paris |

| 11 décembre | Stade Arcul de Triumf | Bucureşti Oaks | 20 - 29 | Stade français Paris |
| 12 décembre | Headingley Stadium    | Leeds Carnegie | 55 - 6  | Crociati RFC         |

| 16 décembre | Stade Charléty    | Stade français Paris | 35 - 7 | Bucureşti Oaks |
| 19 décembre | Stadio XXV Aprile | Crociati RFC         | 6 - 44 | Leeds Carnegie |

| 15 janvier | Stadio XXV Aprile | Crociati RFC         | 16 - 12 | Bucureşti Oaks |
| 16 janvier | Stade Charléty    | Stade français Paris | 39 - 10 | Leeds Carnegie |

| 23 janvier | Headingley Stadium | Leeds Carnegie | 26 - 6  | Bucureşti Oaks       |
| 23 janvier | Stadio XXV Aprile  | Crociati RFC   | 17 - 34 | Stade français Paris |

### Poule 5
| \| Rang \| Équipe \| J \| V \| N \| D \| Em \| Ee \| Bo \| Bd \| Pm \| Pe \| Diff \| Pts \| \| ---- \| ---------------- \| - \| - \| - \| - \| -- \| -- \| -- \| -- \| --- \| --- \| ---- \| --- \| \| 1 \| Stade rochelais \| 6 \| 5 \| 0 \| 1 \| 26 \| 10 \| 3 \| 1 \| 197 \| 91 \| +106 \| 24 \| \| 2 \| Gloucester Rugby \| 6 \| 4 \| 0 \| 2 \| 35 \| 7 \| 3 \| 2 \| 255 \| 77 \| +178 \| 21 \| \| 3 \| SU Agen \| 6 \| 3 \| 0 \| 3 \| 21 \| 18 \| 2 \| 1 \| 167 \| 158 \| +9 \| 15 \| \| 4 \| Rugby Rovigo \| 6 \| 0 \| 0 \| 6 \| 6 \| 53 \| 0 \| 0 \| 55 \| 348 \| -293 \| 0 \| |                  |   |   |   |   |    |    |    |    |     |     |      |     |
| Rang | Équipe           | J | V | N | D | Em | Ee | Bo | Bd | Pm  | Pe  | Diff | Pts |
| 1 | Stade rochelais  | 6 | 5 | 0 | 1 | 26 | 10 | 3  | 1  | 197 | 91  | +106 | 24  |
| 2 | Gloucester Rugby | 6 | 4 | 0 | 2 | 35 | 7  | 3  | 2  | 255 | 77  | +178 | 21  |
| 3 | SU Agen          | 6 | 3 | 0 | 3 | 21 | 18 | 2  | 1  | 167 | 158 | +9   | 15  |
| 4 | Rugby Rovigo     | 6 | 0 | 0 | 6 | 6  | 53 | 0  | 0  | 55  | 348 | -293 | 0   |

| 8 octobre | Stade Armandie          | SU Agen      | 26 - 19 | Gloucester Rugby           |
| 9 octobre | Stadio Mario Battaglini | Rugby Rovigo | 3 - 38  | Atlantique stade rochelais |

| 16 octobre | Kingsholm Stadium      | Gloucester Rugby           | 90 - 7  | Rugby Rovigo |
| 16 octobre | Stade Marcel-Deflandre | Atlantique stade rochelais | 30 - 23 | SU Agen      |

| 11 décembre | Stadio Mario Battaglini | Rugby Rovigo               | 10 - 33 | SU Agen          |
| 12 décembre | Stade Marcel-Deflandre  | Atlantique stade rochelais | 6 - 13  | Gloucester Rugby |

| 18 décembre | Stade Armandie    | SU Agen          | 61 - 11 | Rugby Rovigo               |
| 19 décembre | Kingsholm Stadium | Gloucester Rugby | 18 - 24 | Atlantique stade rochelais |

| 13 janvier | Stade Armandie          | SU Agen      | 17 - 28 | Atlantique stade rochelais |
| 15 janvier | Stadio Mario Battaglini | Rugby Rovigo | 7 - 55  | Gloucester Rugby           |

| 20 janvier | Kingsholm Stadium      | Gloucester Rugby           | 60 - 7  | SU Agen      |
| 20 janvier | Stade Marcel-Deflandre | Atlantique stade rochelais | 71 - 17 | Rugby Rovigo |

## Phase finale
Les cinq premiers ainsi que trois équipes issues de la Coupe d'Europe de rugby à XV 2010-2011 sont qualifiés pour les quarts de finale. Les huit équipes sont classées dans l'ordre suivant pour obtenir le tableau des quarts de finale : les quatre meilleurs premiers de poule sont classés de 1 à 4 et reçoivent en quart de finale, les trois équipes reversés de H Cup sont classées de 5 à 7 et le plus mauvais premier du challenge européen est classé huitième. Les quarts étant organisés de la manière suivante : le premier rencontre le huitième, le second le septième, le troisième le sixième et le quatrième le cinquième. Un tirage au sort a lieu pour les demi-finales. La finale a lieu au Cardiff City Stadium de  Cardiff le 20 mai 2011.
Les équipes sont départagées selon les critères suivants :
1. Plus grand nombre de points
2. Nombre d'essais marqués
3. Différence de points

| Rang | Clubs                      | Points | EM |
| ---- | -------------------------- | ------ | -- |
| 1    | Stade français             | 29     | 29 |
| 2    | CA Brive                   | 27     | 34 |
| 3    | Atlantique stade rochelais | 24     | 26 |
| 4    | Harlequins                 | 24     | 21 |
| 5    | London Wasps               | 19     | 15 |
| 6    | ASM Clermont               | 19     | 14 |
| 7    | Munster                    | 16     | 17 |
| 8    | Montpellier HR             | 21     | 10 |

### Tableau
|  | Quarts de finale                                  | Quarts de finale                      |                |    | Demi-finales                         | Demi-finales                         |  |  | Finale                                     | Finale                                     |
|  | Quarts de finale                                  | Quarts de finale                      |                |    | Demi-finales                         | Demi-finales                         |  |  | Finale                                     | Finale                                     |
|  |                                                   |                                       |                |    |                                      |                                      |  |  |                                            |                                            |
|  | 8 avril 2011, Stade Charléty, Paris               | 8 avril 2011, Stade Charléty, Paris   |                |    | 29 avril 2011, Stade Charléty, Paris | 29 avril 2011, Stade Charléty, Paris |  |  | 20 mai 2010, Cardiff City Stadium, Cardiff | 20 mai 2010, Cardiff City Stadium, Cardiff |
|  | 8 avril 2011, Stade Charléty, Paris               | 8 avril 2011, Stade Charléty, Paris   |                |    | 29 avril 2011, Stade Charléty, Paris | 29 avril 2011, Stade Charléty, Paris |  |  | 20 mai 2010, Cardiff City Stadium, Cardiff | 20 mai 2010, Cardiff City Stadium, Cardiff |
|  | Stade français                                    | 32                                    |                |    | 29 avril 2011, Stade Charléty, Paris | 29 avril 2011, Stade Charléty, Paris |  |  | 20 mai 2010, Cardiff City Stadium, Cardiff | 20 mai 2010, Cardiff City Stadium, Cardiff |
|  | Stade français                                    | 32                                    |                |    | 29 avril 2011, Stade Charléty, Paris | 29 avril 2011, Stade Charléty, Paris |  |  | 20 mai 2010, Cardiff City Stadium, Cardiff | 20 mai 2010, Cardiff City Stadium, Cardiff |
|  | Montpellier HR                                    | 28                                    |                |    | 29 avril 2011, Stade Charléty, Paris | 29 avril 2011, Stade Charléty, Paris |  |  | 20 mai 2010, Cardiff City Stadium, Cardiff | 20 mai 2010, Cardiff City Stadium, Cardiff |
|  | Montpellier HR                                    | 28                                    | Stade français | 29 |                                      |                                      |  |  | 20 mai 2010, Cardiff City Stadium, Cardiff | 20 mai 2010, Cardiff City Stadium, Cardiff |
|  | 7 avril 2011, Stade Marcel-Deflandre, La Rochelle |                                       | Stade français | 29 |                                      |                                      |  |  | 20 mai 2010, Cardiff City Stadium, Cardiff | 20 mai 2010, Cardiff City Stadium, Cardiff |
|  |                                                   | ASM Clermont Auvergne                 | 25             |    |                                      |                                      |  |  | 20 mai 2010, Cardiff City Stadium, Cardiff | 20 mai 2010, Cardiff City Stadium, Cardiff |
|  | Atlantique stade rochelais                        | ASM Clermont Auvergne                 | 25             | 13 |                                      |                                      |  |  | 20 mai 2010, Cardiff City Stadium, Cardiff | 20 mai 2010, Cardiff City Stadium, Cardiff |
|  | Atlantique stade rochelais                        |                                       |                | 13 |                                      |                                      |  |  | 20 mai 2010, Cardiff City Stadium, Cardiff | 20 mai 2010, Cardiff City Stadium, Cardiff |
|  | ASM Clermont Auvergne                             | 23                                    |                |    |                                      |                                      |  |  | 20 mai 2010, Cardiff City Stadium, Cardiff | 20 mai 2010, Cardiff City Stadium, Cardiff |
|  | ASM Clermont Auvergne                             | 23                                    | Stade français | 18 |                                      |                                      |  |  |                                            |                                            |
|  | 9 avril 2011, Stade Amédée-Domenech, Brive        |                                       | Stade français | 18 |                                      |                                      |  |  |                                            |                                            |
|  |                                                   | Harlequins                            | 19             |    |                                      |                                      |  |  |                                            |                                            |
|  | CA Brive                                          | Harlequins                            | 19             | 37 |                                      |                                      |  |  |                                            |                                            |
|  | CA Brive                                          | 30 avril 2011, Thomond Park, Limerick |                | 37 |                                      |                                      |  |  |                                            |                                            |
|  | Munster                                           | 42                                    |                |    |                                      |                                      |  |  |                                            |                                            |
|  | Munster                                           | 42                                    | Munster        | 12 |                                      |                                      |  |  |                                            |                                            |
|  | 8 avril 2011, Twickenham Stoop, Londres           |                                       | Munster        | 12 |                                      |                                      |  |  |                                            |                                            |
|  |                                                   | Harlequins                            | 20             |    |                                      |                                      |  |  |                                            |                                            |
|  | Harlequins                                        | Harlequins                            | 20             | 32 |                                      |                                      |  |  |                                            |                                            |
|  | Harlequins                                        |                                       |                | 32 |                                      |                                      |  |  |                                            |                                            |
|  | London Wasps                                      | 22                                    |                |    |                                      |                                      |  |  |                                            |                                            |
|  | London Wasps                                      | 22                                    |                |    |                                      |                                      |  |  |                                            |                                            |

### Quarts de finale
| 7 avril 2011 20:45 CET | Atlantique stade rochelais                                                                | 13 - 23 (6 - 13) | ASM Clermont | Stade Marcel-Deflandre, La Rochelle 8 500 spectateurs Arbitre : George Clancy |
| 7 avril 2011 20:45 CET | Essai(s) : Goosen (63e) Transformation(s) : Goosen (63e) Pénalité(s) : Goosen 2 (7e, 17e) |                  | Essai(s) : Rougerie (13e), Murimurivalu (71e) Transformation(s) : James 2 (13e, 71e) Pénalité(s) : James 3 (3e, 28e, 76e) | Stade Marcel-Deflandre, La Rochelle 8 500 spectateurs Arbitre : George Clancy |
| 7 avril 2011 20:45 CET |                                                                                           |                  | | Stade Marcel-Deflandre, La Rochelle 8 500 spectateurs Arbitre : George Clancy |

| 8 avril 2011 19:45 WET | Harlequins | 32 - 22 (23 - 10) | London Wasps | Twickenham Stoop, Londres 8 565 spectateurs Arbitre : Christophe Berdos |
| 8 avril 2011 19:45 WET | Essai(s) : Care (1re), Fa'asavalu (4e) Transformation(s) : Evans 2 (2e, 5e) Pénalité(s) : Evans 5 (28e, 35e, 40e, 46e, 59e) Drop(s) : Evans (75e) |                   | Essai(s) : Jewell (11e), Lindsay (50e), Haughton (72e) Transformation(s) : Walder 2 (12e, 50e) Drop(s) : Walder (23e) | Twickenham Stoop, Londres 8 565 spectateurs Arbitre : Christophe Berdos |
| 8 avril 2011 19:45 WET | |                   | | Twickenham Stoop, Londres 8 565 spectateurs Arbitre : Christophe Berdos |

| 8 avril 2011 20:45 CET | Stade français | 32 - 28 (12 - 19) | Montpellier HR | Stade Charléty, Paris 7 000 spectateurs Arbitre : Alan Lewis |
| 8 avril 2011 20:45 CET | Essai(s) : Southwell (26e), Palmer (29e), essai de pénalité (54e), Burban (57e) Transformation(s) : Dupuy (27e), Beauxis 2 (55e, 59e) Pénalité(s) : Beauxis 2 (50e, 67e) |                   | Essai(s) : Pelo (8e) Transformation(s) : Paillaugue (9e) Pénalité(s) : Paillaugue 3 (7e, 12e, 21e), Lagarde 4 (35e, 48e, 60e, 63e) | Stade Charléty, Paris 7 000 spectateurs Arbitre : Alan Lewis |
| 8 avril 2011 20:45 CET | |                   | | Stade Charléty, Paris 7 000 spectateurs Arbitre : Alan Lewis |

| 9 avril 2011 14:00 CET | CA Brive | 37 - 42 (20 - 19) | Munster | Stade Amédée-Domenech, Brive 8 500 spectateurs Arbitre : Dave Pearson |
| 9 avril 2011 14:00 CET | Essai(s) : Uys (17e), Estebanez (20e), Palisson (70e), Perry (80e) Transformation(s) : Belie 4 (17e, 20e, 70e, 80e) Pénalité(s) : Belie 3 (11e, 37e, 44e) |                   | Essai(s) : Howlett 2 (2e, 22e), Earls 2 (5e, 47e), Stringer (51e) Transformation(s) : O'Gara 4 (2e, 22e, 47e, 51e) Pénalité(s) : O'Gara 3 (55e, 66e, 69e) | Stade Amédée-Domenech, Brive 8 500 spectateurs Arbitre : Dave Pearson |
| 9 avril 2011 14:00 CET | |                   | | Stade Amédée-Domenech, Brive 8 500 spectateurs Arbitre : Dave Pearson |

### Demi-finales
| 29 avril 2011 20:45 CET | Stade français | 29 - 25 (19 - 10) | ASM Clermont | Stade Charléty, Paris 6 712 spectateurs Arbitre : Nigel Owens |
| 29 avril 2011 20:45 CET | Essai(s) : Arias (21e), Boussès (65e) Transformation(s) : Beauxis 2 (21e, 65e) Pénalité(s) : Beauxis 5 (12e, 27e, 32e, 36e, 56e) |                   | Essai(s) : Pisi (16e), Russell (48e), Cudmore (76e) Transformation(s) : Parra 2 (16e, 48e) Pénalité(s) : Parra 2 (14e, 46e) | Stade Charléty, Paris 6 712 spectateurs Arbitre : Nigel Owens |
| 29 avril 2011 20:45 CET | |                   | | Stade Charléty, Paris 6 712 spectateurs Arbitre : Nigel Owens |

| 30 avril 2011 13:00 WET | Munster                                                                | 12 - 20 (7 - 14) | Harlequins | Thomond Park, Limerick 24 907 spectateurs Arbitre : Romain Poite |
| 30 avril 2011 13:00 WET | Essai(s) : Jones (39e), Howlett (78e) Transformation(s) : O'Gara (39e) |                  | Essai(s) : Robson (9e), Care (34e) Transformation(s) : Evans (9e), Care (34e) Pénalité(s) : Clegg 2 (49e, 59e) | Thomond Park, Limerick 24 907 spectateurs Arbitre : Romain Poite |
| 30 avril 2011 13:00 WET |                                                                        |                  | | Thomond Park, Limerick 24 907 spectateurs Arbitre : Romain Poite |

### Finale
| 20 mai 2011 19:45 WET | Stade français                                                                           | 18 - 19 (6 - 9) | Harlequins                                                                                         | Cardiff City Stadium, Cardiff 12 236 spectateurs Arbitre : George Clancy |
| 20 mai 2011 19:45 WET | Pénalité(s) : Beauxis 4 (12e, 33e, 45e, 57e) Drop(s) : Bastareaud (49e), Rodriguez (72e) |                 | Essai(s) : Camacho (76e) Transformation(s) : Evans (77e) Pénalité(s) : Evans 4 (5e, 15e, 27e, 66e) | Cardiff City Stadium, Cardiff 12 236 spectateurs Arbitre : George Clancy |
| 20 mai 2011 19:45 WET |                                                                                          |                 | | Cardiff City Stadium, Cardiff 12 236 spectateurs Arbitre : George Clancy |

## Statistiques
màj le 30 janvier 2011

### Meilleurs réalisateurs
| Rang | Joueur          | Club             | Poste            | Points | Essais | Transf. | Pén. | Drops |
| ---- | --------------- | ---------------- | ---------------- | ------ | ------ | ------- | ---- | ----- |
| 1    | Julien Caminati | CA Brive         | Centre           | 102    | 5      | 22      | 11   | 0     |
| 2    | Ian Keatley     | Connacht         | Demi d'ouverture | 71     | 2      | 11      | 13   | 0     |
| 3    | Freddie Burns   | Gloucester Rugby | Demi d'ouverture | 64     | 3      | 17      | 5    | 0     |
| 4    | Nick McLeod     | Sale Sharks      | Demi d'ouverture | 58     | 5      | 9       | 5    | 0     |
| 5    | Nick Evans      | Harlequins       | Demi d'ouverture | 56     | 1      | 6       | 13   | 0     |
| 6    | Raphaël Lagarde | Montpellier HR   | Demi d'ouverture | 53     | 0      | 4       | 14   | 1     |
| 7    | Rob Miller      | Sale Sharks      | Centre           | 48     | 4      | 14      | 0    | 0     |
| 8    | Ryan Davis      | Exeter Chiefs    | Ailier           | 47     | 0      | 7       | 11   | 0     |
| 9    | Rima Wakarua    | Cavaleri Prato   | Arrière          | 40     | 1      | 7       | 7    | 0     |
| 10   | Conrad Barnard  | SU Agen          | Demi d'ouverture | 39     | 0      | 15      | 3    | 0     |

### Meilleurs marqueurs
| Rang | Joueur               | Club             | Poste                  | Essais |
| ---- | -------------------- | ---------------- | ---------------------- | ------ |
| 1    | Tom Brady            | Sale Sharks      | Ailier                 | 5      |
| -    | Julien Caminati      | CA Brive         | Arrière                | 5      |
| -    | Jonathan Elgoyhen    | CA Brive         | Troisième ligne aile   | 5      |
| -    | Sam Gerber           | Aviron bayonnais | Ailier                 | 5      |
| -    | Nicolas Jeanjean     | CA Brive         | Arrière                | 5      |
| -    | Nick McLeod          | Sale Sharks      | Demi d'ouverture       | 5      |
| -    | James Simpson-Daniel | Gloucester Rugby | Ailier                 | 5      |
| -    | Henry Trinder        | Gloucester Rugby | Centre                 | 5      |
| 9    | Henry Fa'afili       | Leeds Carnegie   | Centre                 | 4      |
| -    | Jonny May            | Gloucester Rugby | Centre                 | 4      |
| -    | Alexis Palisson      | CA Brive         | Arrière                | 4      |
| -    | Pierre Rabadan       | Stade français   | Troisième ligne centre | 4      |
| -    | Sam Smith            | Harlequins       | Ailier                 | 4      |